# Phyllanthus francii
Phyllanthus francii är en emblikaväxtart som beskrevs av André Guillaumin. Phyllanthus francii ingår i släktet Phyllanthus och familjen emblikaväxter. Inga underarter finns listade i Catalogue of Life.